# Battaglia di Mons
La battaglia di Mons fu il primo combattimento che coinvolse la British Expeditionary Force durante la prima guerra mondiale sul fronte occidentale. Il corpo di spedizione britannico, numericamente piccolo ma costituito da truppe esperte e ben addestrate, si scontrò nella località di Mons il 23 agosto 1914 con l'ala destra del potente esercito tedesco impegnato nell'invasione del Belgio e della Francia secondo i progetti strategici stabiliti dal piano Schlieffen.
Mentre contemporaneamente l'esercito francese veniva duramente sconfitto sulla Sambre, nelle Ardenne e in Lorena, le truppe britanniche si batterono validamente contro i tedeschi mettendo in mostra disciplina e combattività infliggendo sensibili perdite al nemico. Al termine degli scontri, a causa della crescente pressione delle truppe tedesche e dell'andamento negativo per gli alleati dei combattimenti su tutto il fronte nella battaglia delle Frontiere, i britannici dovettero ripiegare per evitare di essere accerchiati e pur con grande difficoltà, riuscirono a mantenere la coesione rimanendo collegati con l'esercito francese e iniziando l'estenuate ritirata verso Parigi e la Marna.

## Antefatti
La Gran Bretagna aveva dichiarato guerra alla Germania il 4 agosto 1914 e il 9 la BEF aveva incominciato ad imbarcarsi alla volta della Francia. Rispetto agli standard degli eserciti degli Stati dell'Europa continentale, la Forza di Spedizione britannica era estremamente piccola. Inoltre, all'inizio della guerra, sia la Francia sia la Germania contavano su più di un milione di uomini in servizio nelle forze armate, divisi rispettivamente in cinque e otto armate, mentre la BEF consisteva in soli 80 000 uomini, suddivisi in due corpi d'armata. A differenza degli eserciti di Francia e Germania, che erano composti da coscritti, gli inglesi potevano contare su una forza di spedizione composta interamente da soldati professionisti, volontari e con diversi anni di servizio alle spalle.
Alcune fonti ritengono che la BEF fosse l'armata meglio addestrata e con più esperienza presente in Europa nel 1914. In particolare, l'addestramento pre-bellico nell'esercito inglese dava molta importanza alla precisione di tiro, cosicché il soldato medio poteva colpire un bersaglio della taglia di un uomo ben quindici volte in un minuto ad una distanza di 300 iarde (circa 274 metri) con il suo Lee-Enfield. Questa abilità di poter sparare rapidamente e con accuratezza avrebbe giocato un ruolo molto importante in tutte le battaglie a cui prese parte la BEF nel 1914. Recentemente peraltro lo storico statunitense Terence Zuber ha fornito una nuova interpretazione della battaglia di Mons; l'autore evidenzia come le truppe britanniche abbiano condotto in modo troppo rigido i combattimenti e sottolinea le carenze nella conduzione tattica da parte dei comandanti. Zuber al contrario elogia le tattiche tedesche e l'efficace combinazione tra manovre di fanteria, impiego delle mitragliatrici e fuoco d'artiglieria; lo storico fornisce anche dati molto diversi sulle perdite subite dalle due parti.
La battaglia di Mons ebbe luogo come parte della battaglia delle Frontiere, durante la quale gli alleati dell'Intesa si scontrarono con le armate tedesche in avanzamento, lungo il confine franco-belga e quello franco-tedesco. La BEF era stata posizionata sul fianco sinistro della linea Alleata, che si estendeva dall'Alsazia-Lorena, ad est, fino a Mons e Charleroi, nel sud del Belgio. La posizione degli inglesi, sul fianco sinistro dei francesi, era esattamente sul percorso della 1. Armee, che costituiva l'ala più esterna del "gancio destro" voluto dal piano Schlieffen al fine di accerchiare e distruggere gli Alleati. La BEF, nonostante le sue piccole dimensioni, ebbe un ruolo cruciale nel trattenere l'ala destra tedesca e quindi impedire che gli Alleati fossero aggirati.
Gli inglesi raggiunsero Mons il 22 agosto. Contemporaneamente, lo stesso giorno, la V armée française, che si trovava immediatamente dopo sulla destra della BEF, era stata attaccata dalla 2. e dalla 3. Armee in uno scontro molto violento, che sarebbe poi stato conosciuto come battaglia di Charleroi. Il generale John French, comandante della BEF, accolse la richiesta del generale Charles Lanrezac, comandante V armée,di mantenere la posizione lungo il canale Mons-Condé per ventiquattr'ore al fine di prevenire che la 1. Armee potesse minacciare il fianco sinistro francese. Gli inglesi così passarono tutta la giornata del 22 agosto creando trincee lungo il canale.

## Preludio

### La disposizione delle forze e il primo contatto

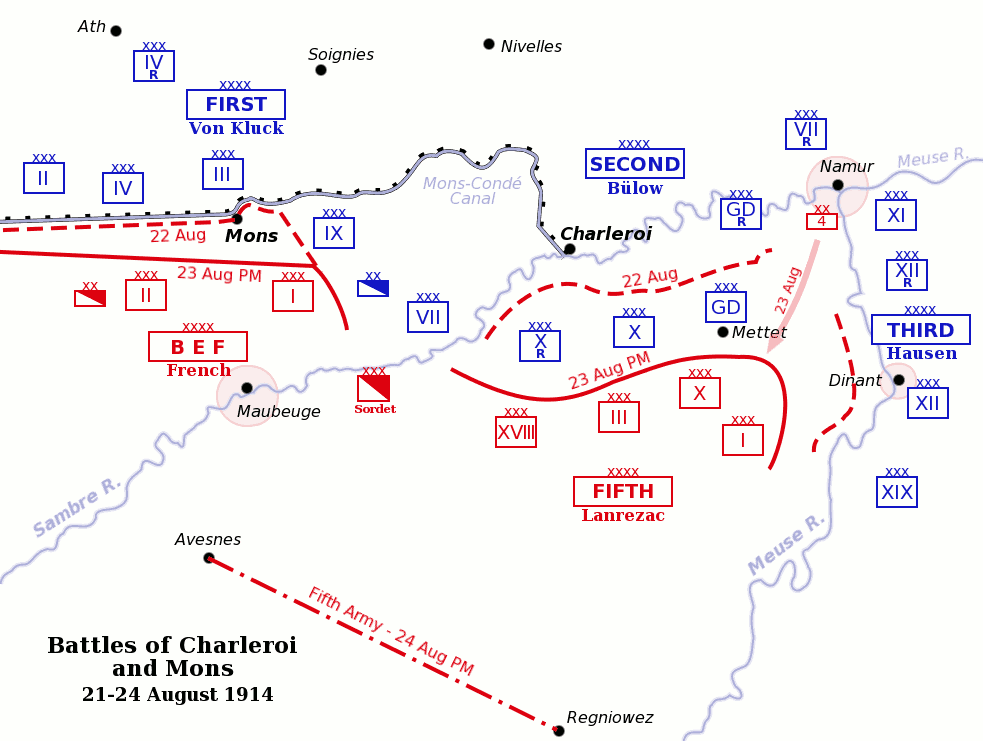
Mappa della disposizione delle forze degli Alleati e delle truppe tedesche durante le battaglie Charleroi e Mons, il 22 e il 23 agosto 1914. La curva del canale vicino alla città sarebbe stato luogo dei combattimenti più pesanti durante la battaglia.

A Mons, la BEF consisteva in due corpi d'armata, suddivisi a loro volta in due divisioni di fanteria ognuno, più cinque brigate di cavalleria: in totale, contava tra le sue file all'incirca 80 000 uomini. Il I Corpo d'armata era comandato dal generale Douglas Haig ed era formato dalla 1st e dalla 2nd Infantry Division. Il II Corpo d'armata era comandato dal generale Horace Smith-Dorrien ed era formata dalla 3rd e dalla 5th Infantry Division.
Ogni divisione di fanteria era articolata su tre brigate, a loro volta suddivise in quattro battaglioni l'una. Inoltre, ciascuna divisione era armata con 24 mitragliatrici Vickers, ovvero due per singolo battaglione. Da supporto, vi erano tre brigate di artiglieria campale con, in tutto, 54 cannoni Ordnance QF 18 lb, una brigata armata con 18 obici da 4,5 pollici e, infine, una batteria di artiglieria pesante equipaggiata con quattro Ordnance BL 60 lb.
Il II Corpo d'armata, che si era posizionato sul fianco sinistro dell'intera linea inglese, occupava in posizione difensiva un tratto della sponda sud del canale, mentre il I Corpo d'armata era stato schierato quasi ad angolo retto rispetto al canale, lungo la strada che collegava Mons a Beaumont. Inoltre, il I Corpo era stato posizionato in modo che, qualora i francesi fossero stati costretti a ritirarsi da Charleroi, potesse proteggere il fianco destro della BEF. Conseguentemente, durante le fasi della battaglia, il I Corpo, poiché non era stato schierato lungo il canale, giocò un ruolo marginale e l'assalto tedesco fu affrontato quasi esclusivamente dagli uomini del II Corpo. La caratteristica geografica dominante del campo di battaglia era un'ansa lungo il corso del canale, che si protendeva all'esterno in direzione del villaggio di Nimy. Questa ansa formava un piccolo saliente che sarebbe stato, per i soldati britannici, inevitabilmente molto difficile da difendere.  Conseguentemente, questo saliente sarebbe stato il punto centrale della battaglia.
Contro gli inglesi avanzò la 1. Armee, comandata da Alexander von Kluck. La 1. Armee era composta da quattro corpi d'armata "attivi" (il II, il III, il IV e il IX) e da tre corpi d'armata di riserva (il III, il IV e il IX Corpo d'armata della Riserva): presero parte ai combattimenti solamente i corpi attivi. I corpi d'armata tedeschi, come quelli britannici, erano formati da due divisioni l'uno, supportati da cavalleria ed artiglieria. La 1. Armee, tra tutte le armate dell'Esercito tedesco, era quella con il maggiore potere offensivo, avendo una densità di soldati di circa 18 000 uomini per ogni miglio (1,609344 km) di fronte, ovvero circa 10 uomini per ogni metro.
Il primo contatto tra le due armate ebbe luogo il 21 agosto, quando una squadra di ricognizione su bicicletta inglese incontrò un'unità tedesca nelle vicinanze di Obourg. Uno degli uomini della squadra, il soldato semplice John Parr, fu ucciso, diventando il primo caduto inglese di tutta la guerra. La prima consistente azione ebbe luogo, invece, il giorno dopo, nella mattinata del 22 agosto. Alle 6:30, una pattuglia del 4th Dragoon Guards avvistò un'unità appartenente alla cavalleria tedesca poco fuori dal villaggio di Casteau, a nord-est di Mons. I soldati inglesi, comandati dal capitano Hornby, li inseguirono. Dopo un inseguimento durato poche miglia, i tedeschi si voltarono e iniziarono a sparare sui cavalieri inglesi, che in risposta smontarono da cavallo e aprirono a loro volta il fuoco. Il tamburino Edward Thomas è riconosciuto come colui che sparò il primo colpo di tutto il British Army, mentre si reputa che il capitano Hornby divenne il primo soldato inglese ad uccidere un soldato nemico con una spada.

## La battaglia
(Testimonianza del capitano tedesco Walter Bloem)

### Mattina
La battaglia di Mons iniziò all'alba del 23 agosto con un bombardamento d'artiglieria tedesco sulle linee britanniche. Avendo compreso che il saliente formato dall'ansa del canale era il punto debole delle difese inglesi, nel corso della giornata gli attaccanti focalizzarono i loro sforzi principali nell'attaccare gli inglesi in quel preciso punto. Alle 9:00 iniziò il primo assalto ad opera della fanteria tedesca: i tedeschi tentarono di aprirsi la strada attraverso i quattro ponti che attraversavano il canale nel saliente. Quattro battaglioni tedeschi attaccarono il ponte di Nimy, che era difeso solamente da una compagnia del 4th Battalion dei Royal Fusiliers e da una sezione di mitragliatrici, comandata dal tenente Maurice Dease. Avanzando inizialmente in colonna stretta - una formazione “da parata" – i tedeschi divennero obbiettivi da non perdere per i ben addestrati fucilieri inglesi, che ben chiaramente stavano facendo centro a più di 1 km di distanza. I tedeschi furono così falciati dal fuoco combinato dei fucili, delle mitragliatrici e dell'artiglieria. Infatti, il fuoco dei fucilieri inglesi fu talmente intenso durante l'intero corso della battaglia, che i tedeschi pensarono di avere contro delle batterie intere di mitragliatrici.

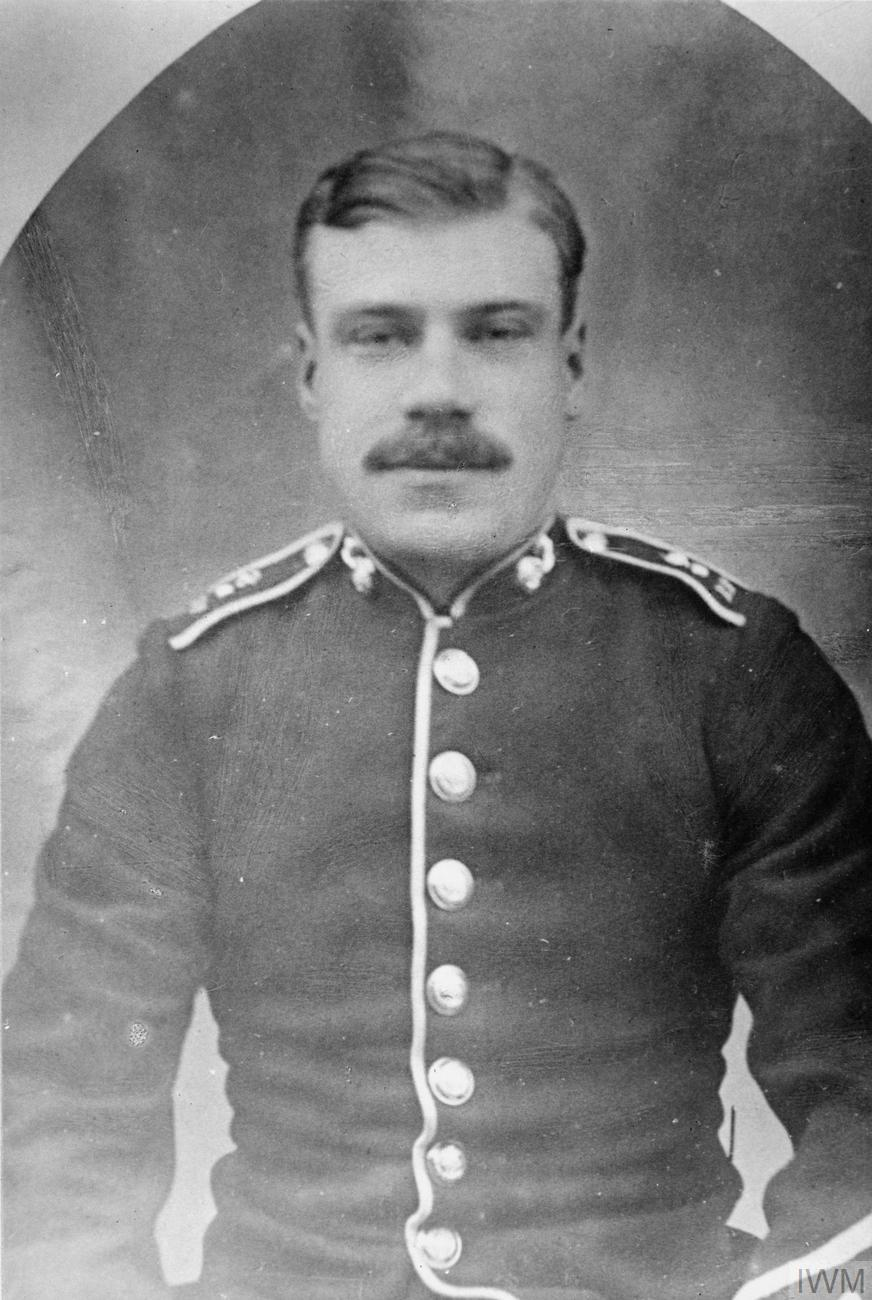
Il soldato semplice Sidney Godley che, per le sue azioni a Mons, fu insieme al tenente Maurice Dease il primo militare a ricevere la Victoria Cross durante la prima guerra mondiale.

L'attacco iniziale tedesco fu, dunque, respinto con pesanti perdite per gli aggressori. Realizzando, però, come fosse assai errato attaccare in formazione chiusa, i tedeschi optarono per una formazione aperta ed attaccarono una seconda volta. Questo attacco ebbe un successo maggiore, poiché la nuova formazione adottata dai tedeschi impediva ai britannici di infliggere rapidamente perdite rilevanti. Da tutti questi fattori derivò che presto i difensori, in inferiorità numerica, furono messi dai tedeschi sotto una pesante pressione di fuoco. Gli inglesi, comunque, continuavano a difendere i punti di attraversamento del canale. I Royal Fusiliers, difendendo i ponti di Nimy e di Ghlin, parteciparono al combattimento più pesante di quel giorno, e solamente il frammentario arrivo di rinforzi alla linea di fuoco e l'eccezionale coraggio di due dei mitraglieri del battaglione permise agli inglesi di evitare che il ponte cadesse in mano ai tedeschi. Sul ponte di Nimy, il tenente Maurice Dease prese il controllo della sua mitragliatrice, dopo che ogni altro soldato della sua sezione fu ucciso o ferito, e continuò a sparare fino a quando fu evacuato presso la postazione di pronto soccorso del battaglione, dopo essere stato colpito ben cinque volte, dove morì più tardi. Presso il ponte vicino Ghlin, il soldato semplice Sidney Godley adoperò instancabilmente, per tutta la giornata, l'altra mitragliatrice del battaglione; alla fine, rimase indietro per coprire la ritirata dei fusiliers al termine della battaglia. Prima di arrendersi ed essere catturato, egli deassemblò la mitragliatrice e gettò i pezzi nel canale, al fine di impedire che fosse catturata dai tedeschi. Entrambi i soldati, il tenente Maurice Dease e il soldato semplice Sidney Godley, furono i primi a guadagnarsi, con le loro azioni di straordinario coraggio, la Victoria Cross, la più alta onorificenza militare inglese.
Alla destra dei Royal Fusiliers, il 4th Battalion del Middlesex Regiment e il 1st Battalion dei Gordon Highlanders erano sottoposti, come i loro commilitoni, a continui assalti da parte dei tedeschi. Pur essendo in stragrande inferiorità numerica ed avendo entrambi i battaglioni sofferto perdite molto pesanti, essi riuscirono a mantenere il controllo del ponte, grazie anche al supporto dell'artiglieria della divisione e grazie all'invio di rinforzi provenienti dal Royal Irish Regiment, che svolgeva il ruolo di riserva divisionale. A questo punto i tedeschi ampliarono il raggio del loro attacco, assaltando le difese inglesi anche lungo il corso rettilineo del canale, ad ovest del saliente. Gli assalitori furono aiutati dalla presenza di piantagioni di abeti che correvano lungo il lato nord del canale, cosa che permise loro di avanzare senza essere avvistati fino a poche centinaia di metri di distanza dal canale e di bersagliare le difese inglesi con il fuoco delle mitragliatrici e dei fucili. L'attacco tedesco si abbatté con particolare violenza sul 1st Battalion del Royal West Kent Regiment e sul 2nd Battalion, King's Own Scottish Borderers. Anche in questo caso, però, gli inglesi riuscirono a respingere i tedeschi per tutta la giornata, pur soffrendo perdite molto ingenti.

### La ritirata
Costantemente sotto pesanti attacchi dei tedeschi, gli inglesi dal pomeriggio del 23 agosto capirono che non avrebbero potuto tenere le loro postazioni nel saliente ancora a lungo. Molti battaglioni che erano impegnati in quella zona avevano sofferto pesanti perdite: ad esempio il 4th Middlesex, tra morti e feriti, contava 15 ufficiali e 353 uomini tra sottufficiali e truppa. A est delle posizioni inglesi, alcune unità del IX. Armee-Korps avevano nel frattempo incominciato ad attraversare in forze il canale, minacciando così il fianco destro dello schieramento britannico. Infine a Nimy, il soldato semplice August Neimeier, tedesco, aveva attraversato a nuoto il canale, sotto il fuoco inglese, per utilizzare un macchinario per la chiusura di un ponte girevole. Nonostante fosse poi stato ucciso, la sua azione permise ai tedeschi di aumentare la pressione sugli uomini del 4th Royal Fusiliers.
Conseguentemente, alle 15:00 fu ordinato ai soldati della 3rd Division di ritirarsi dal salienti e di disporsi a poca distanza dalla parte sud di Mons. Questo ritiro necessitava che la 5th Division facesse altrettanto ed incominciò verso sera. Entro il crepuscolo, l'intero II Corpo aveva creato una nuova linea difensiva, che si sviluppava passando attraverso i villaggi di Montrœul-sur-Haine, Boussu, Wasmes, Paturages e Frameries. A questo punto i tedeschi avevano comunque costruito dei ponti di barche sul canale e si stavano avvicinando agli inglesi in forze. Inoltre, arrivò la notizia che la Ve armée française si stava ritirando, esponendo così pericolosamente il fianco destro della BEF. Alle 2:00 del mattino del 24 agosto fu ordinato al II Corpo d'armata di ritirarsi oltre il confine, in Francia, e di creare nuove posizioni difensive lungo la strada che collegava Valenciennes a Maubeuge.
L'ordine di ritirarsi dalle postazioni difensive, posizionate proprio di fronte al nemico, significò che il II Corpo avrebbe dovuto combattere numerose azioni di retroguardia contro il nemico, se fossero stati inseguiti dai tedeschi. Per la prima parte della ritirata, il generale Horace Smith-Dorrien scelse la 5th Brigade, appartenente al 2nd Division, per svolgere tale compito, poiché questa unità il 23 agosto non era stata coinvolta in pesanti scontri.
La 5th Brigade si scontrò dunque nelle zone circostanti i villaggi di Paturages e Frameries, con l'obbiettivo di rallentare l'avanzata tedesca: in particolare, l'artiglieria della brigata inflisse notevoli perdite ai tedeschi.
In un altro villaggio, più precisamente Wasmes, alcuni elementi della 5th Division furono pesantemente attaccati. L'artiglieria tedesca incominciò a bombardare il villaggio all'alba e alle 10:00 la fanteria del III. Armee-Korps attaccò le postazioni inglesi. Avanzando in colonna, però, i tedeschi incontrarono subito un pesante fuoco combinato di mitragliatrici e fucili e furono così “falciati come erba". Per oltre due ore, i soldati del 1st Queen's Own Royal West Kent Regiment, del 2nd Battalion, King's Own Yorkshire Light Infantry, del 2nd Battalion, Duke of Wellington's Regiment, e del 1st Battalion, Bedfordshire Regiment, sventarono, a costo di perdite elevate, i ripetuti tentativi di conquista del villaggio da parte dei soldati tedeschi. Terminato il combattimento, si ritirarono ordinatamente verso St. Vaast.
All'estremità del fianco sinistro dello schieramento inglese la 14th e la 15th Brigade, appartenenti alla 5th Division, furono particolarmente messe sotto pressione dai tedeschi, che stavano cercando di aggirarle. Esse furono così costrette a chiamare in soccorso la cavalleria. La 2nd Cavalry Brigade, insieme alla 119th Battery Royal Field Artillery e alla L Battery Royal Horse Artillery (che sarebbe poi stata la protagonista in uno scontro successivo, noto come "Azione di Néry"), arrivò in aiuto. Dopo aver smontato da cavallo per combattere, i soldati della cavalleria, protetti dalle due batterie di artiglieria, protessero con successo il ritiro della 14th e della 15th Brigade, durante quattro ore di intensi combattimenti.

## Conseguenze
Entro il tramonto del 24 agosto, gli inglesi si erano ritirati con successo verso quella che si riteneva sarebbe stata la successiva linea difensiva, lungo la strada che collegava Valenciennes a Maubeuge. Sfortunatamente per loro, però, la ritirata non si fermò lì. Significativamente decimata dalla 1. Armee e con i francesi in ritirata, la BEF non ebbe altra scelta se non quella di continuare a ritirarsi: il I Corpo d'armata si ritirò verso Landrecies, il II verso Le Cateau. In totale, la ritirata sarebbe durata due settimane e i soldati inglesi avrebbero coperto più di 400 km. Inoltre durante tutta la ritirata essi sarebbero stati inseguiti a poca distanza dai tedeschi e ciò costrinse loro a dover combattere numerose azioni di retroguardia, come le battaglie di Le Cateau (26 agosto), di Étreux (27 agosto) e di Néry (1º settembre).

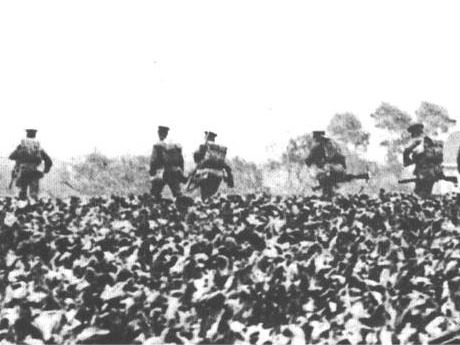
Soldati inglesi in ritirata dopo la battaglia.

In un certo senso, entrambi i contendenti uscirono vincitori a Mons. I britannici, in inferiorità numerica, riuscirono a trattenere la 1. Armee per 48 ore, infliggendole pesanti perdite, e riuscirono anche a ritirarsi con ordine. In conclusione, la BEF riuscì a raggiungere il suo obbiettivo primario, cioè impedire che la V armée venisse aggirata e attaccata sul fianco sinistro. In più la battaglia di Mons fu una vittoria importante anche sul piano del morale degli uomini. Poiché essa fu il primo scontro sul continente in cui venissero coinvolti soldati inglesi dalla Guerra di Crimea, più di sessant'anni prima, vi era grande incertezza su come essi si sarebbero comportati. Quando si ritirarono, gli inglesi si allontanarono dalla battaglia con la sensazione di aver avuto la meglio a Mons. Al contrario i tedeschi capirono di aver subito un duro colpo da un'armata che precedentemente avevano considerato incapace di opporsi seriamente alla loro avanzata. Lo scrittore e capitano di fanteria Walter Bloem, tedesco, scrisse i suoi pensieri riguardo al risultato della battaglia:
Per i tedeschi, Mons rappresentò tatticamente una sconfitta, ma, comunque, anche una vittoria strategica. La 1. Armee, nonostante fosse stata temporaneamente bloccata dagli inglesi ed avesse sofferto pesanti perdite, riuscì lo stesso ad attraversare la barriera costituita dal canale Mons-Condé ed incominciò la sua avanzata in territorio francese. Alla fine, essa sarebbe riuscita a spingere la BEF e le armate francesi fin quasi alle porte di Parigi prima di essere finalmente bloccata sulla Marna.

## Eredità
Col passare del tempo, la battaglia di Mons ha raggiunto quasi uno status mitico. Nella tradizione storiografica inglese, in particolare, essa è ritenuta come un'inaspettata vittoria contro forze nemiche schiaccianti, paragonabile solamente alla vittoria inglese ad Azincourt. Infatti, Mons generò un proprio mito: si racconta come dei guerrieri angelici a volte descritti come i fantasmi degli arcieri inglesi caduti ad Azincourt, chiamati "Angeli di Mons", abbiano salvato l'esercito inglese fermando le truppe tedesche.
I soldati della BEF che combatterono a Mons poterono, successivamente, essere insigniti di una medaglia, la 1914 Star, che spesso viene anche chiamata "Mons Star". Questa medaglia poteva essere infatti concessa a chiunque avesse combattuto in Belgio o in Francia tra il 5 agosto e il 22 novembre 1914.
Dopo la battaglia, i tedeschi crearono il cimitero di guerra di St Symphorien, come memoriale di tutti soldati tedeschi e inglesi morti. Su un tumulo al centro del cimitero fu eretto un obelisco di granito grigio, alto 7 metri, con scritto, in tedesco: "In memoria dei soldati tedeschi e inglesi che caddero durante le azioni vicino a Mons il 23 e il 24 agosto 1914". Originariamente furono seppelliti qui 245 soldati tedeschi e 188 inglesi. Successivamente vi furono spostate anche tombe di soldati inglesi, canadesi e tedeschi provenienti da altri luoghi di sepoltura. Attualmente, a St. Symphorien riposano oltre 500 soldati, oltre sessanta non hanno un nome sulla tomba. È stato eretto un memoriale speciale per quelli che sono ritenuti cinque soldati provenienti dal Royal Irish Regiment.
Vi è inoltre un memoriale con i nomi di quattro soldati inglesi, seppelliti dai tedeschi a Obourg, le cui tombe non sono state però trovate. Una lapide, nel cimitero, ricorda la concessione della terra da parte di Jean Houzeau de Lehaie. Infine, questo cimitero contiene le tombe dei soldati John Parr (4th Battalion, Middlesex Regiment), ucciso il 21 agosto 1914, e George Price (fanteria canadese), ucciso l'11 novembre 1918, rispettivamente il primo e l'ultimo soldato del Commonwealth caduti durante la prima guerra mondiale.